# 마쓰다 CX-90
마쓰다 CX-90(영어: Mazda CX-90)은 마쓰다에서 2023년부터 생산 중인 풀 사이즈 럭셔리 크로스오버 SUV이다.CX-60 이후 종방향 엔진 레이아웃과 함께 마쓰다의 후륜 및 전륜 구동 스카이액티브 멀티 솔루션 확장성 아카덱쳐를 사용하는 두 번째 모델이다.

## 개요
CX-90은 북미 시장용으로 2023년 1월 31일에 공개되었으며, 오스트레일리아 및 중동 시장에서도 2023년에 출시가 확정되었다.후륜 구동 편향 대형 차량 플랫폼을 사용하여 브랜드 내부의 "대형 제품 그룹" 카테고리에 배치되어 있다. 마쓰다 북미 법인의 사장 겸 CEO인 제프 가이튼에 따르면 CX-90은 작은 내부 공간과 같은 CX-9의 많은 약점을 해결한다고 주장하였다.
마일드 하이브리드 및 플러그인 하이브리드 파워트레인 옵션으로 제공되는 CX-90은 북미 시장에서 하이브리드 파워트레인을 제공하는 마쓰다의 첫 번째 양산형 모델이 되었으며시장에 따라 두 가지 마일드 하이브리드 엔진 옵션이 있다.

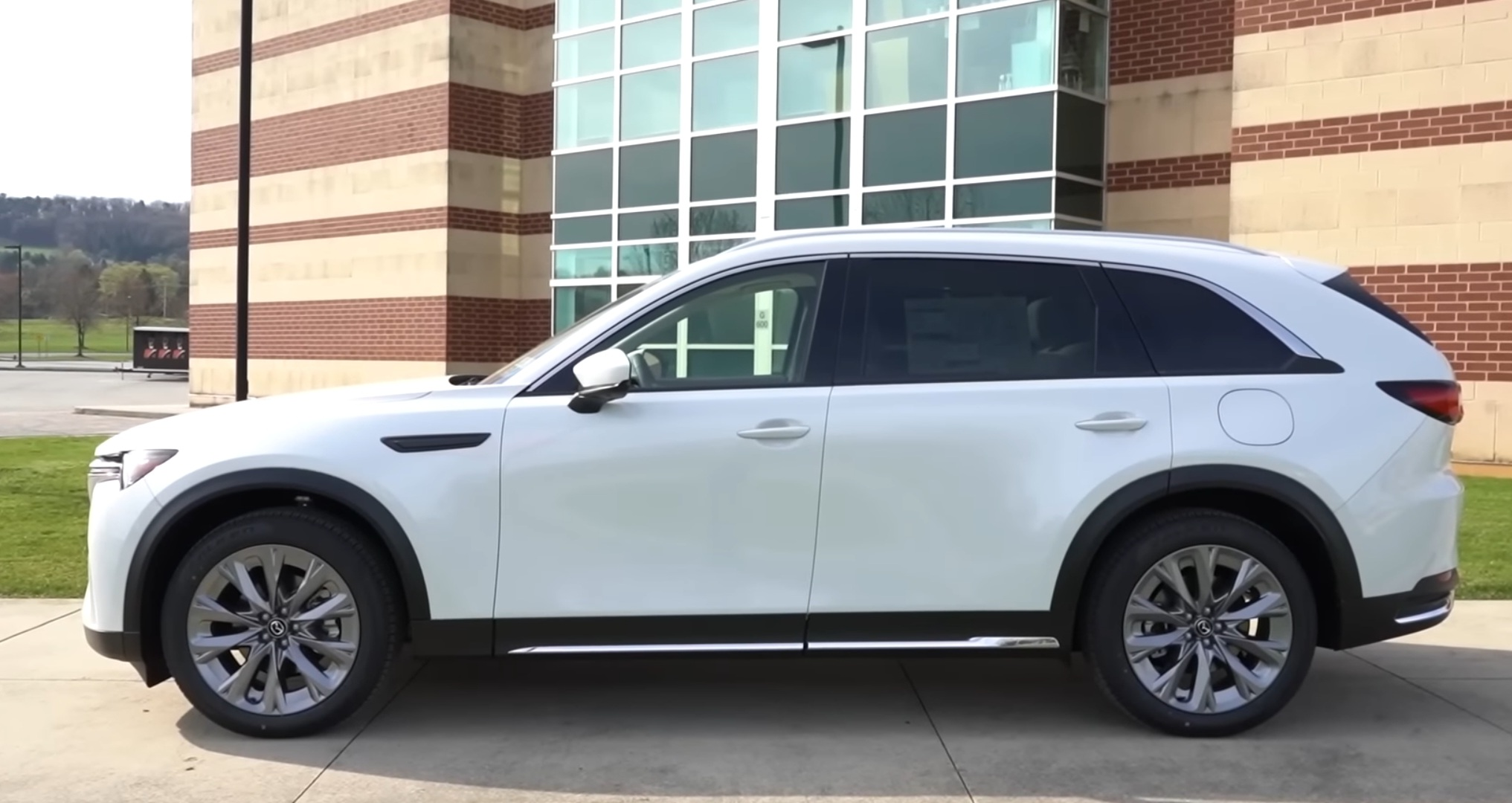
측면
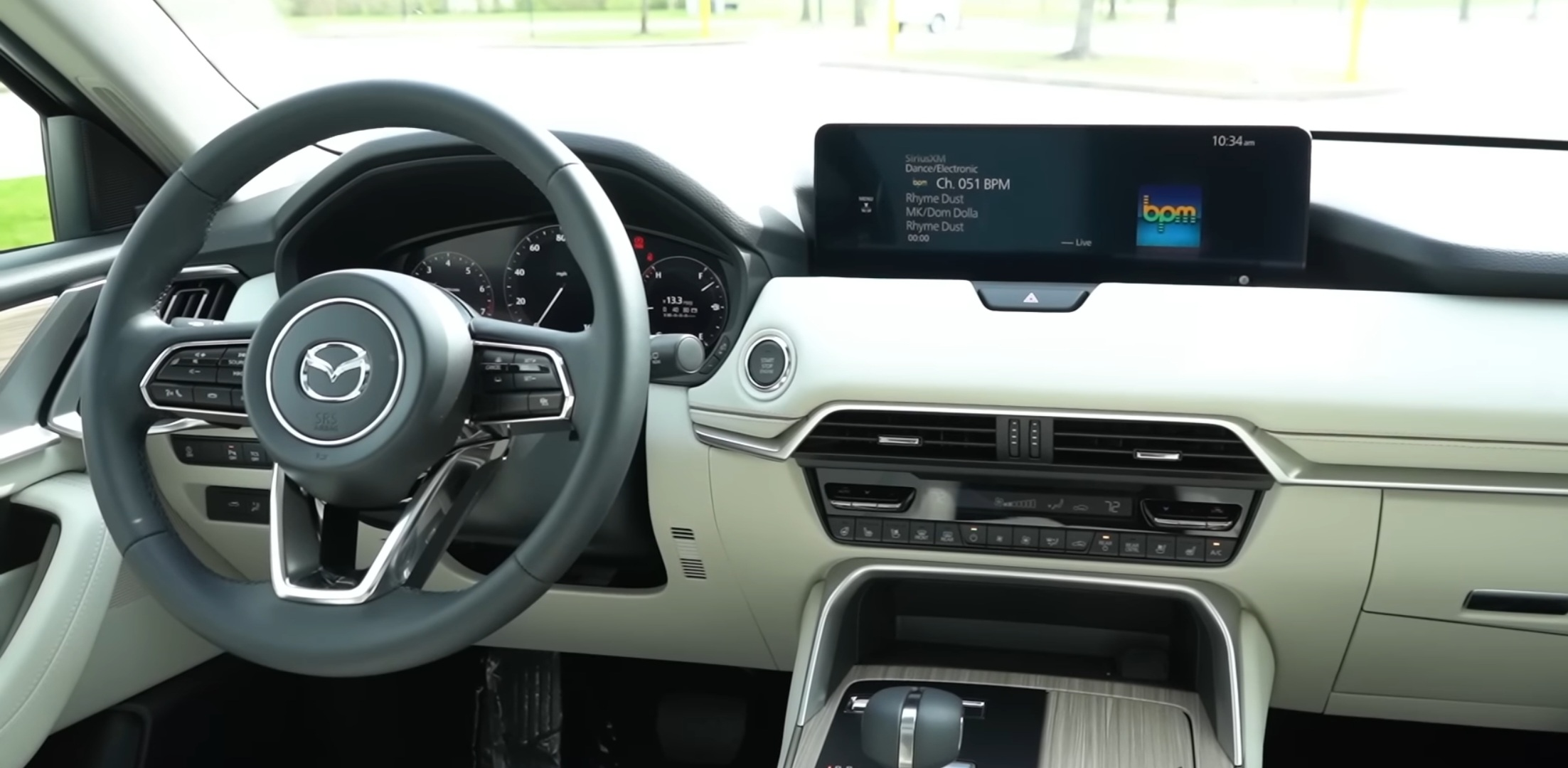
내부
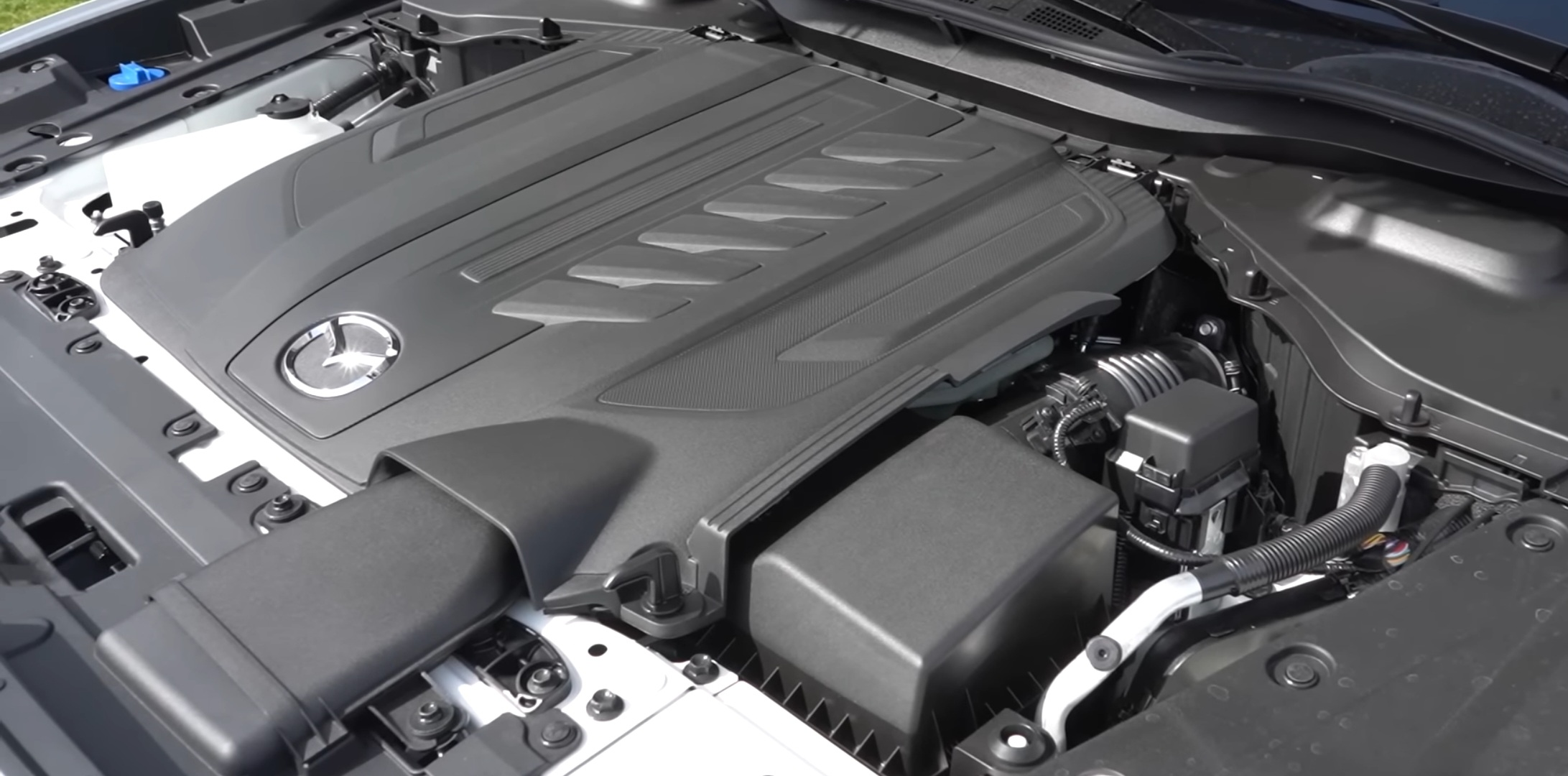
스카이액티브 직렬 6기통 엔진